# Sauveur Rodriguez
Sauveur Rodriguez (Sidi Bel Abbes, 17 de octubre de 1920 - Niza, 15 de febrero de 2013) fue un jugador profesional de fútbol francés que jugaba en la demarcación de delantero.

## Biografía
Nacido en Sidi Bel Abbes, Sauveur comenzó a jugar tras la Segunda Guerra Mundial, en el Stade français antes de ser traspasado al Olympique de Marsella. Evolucionó en la posición de defensa, siendo seleccionado por la selección de fútbol de Francia para un partido amistoso, Francia-Países Bajos (4-0) en el Stade Olympique Yves-du-Manoir el 26 de mayo de 1947.
En julio de 1951 fue traspasado al Olympique de Lyon y a continuación al SO Montpellier en la siguiente temporada. Terminó su carrera deportica en el USCC Témouchent.

## Muerte
Falleció el 15 de febrero de 2013 a la edad de 92 años en un hospital de Niza tras una larga enfermedad.

## Clubes
| Club                  | País    | Año         |
| --------------------- | ------- | ----------- |
| SC de Bel-Abbès       | Argelia | 1939 - 1945 |
| Stade français        | Francia | 1945 - 1946 |
| Olympique de Marsella | Francia | 1946 - 1951 |
| Olympique de Lyon     | Francia | 1951 - 1952 |
| SO Montpellier        | Francia | 1952 - 1953 |
| USCC Témouchent       | Argelia | 1953 - 1954 |

## Palmarés
- Selección de fútbol de Francia en 1947 (1 partido)
- Ligue 1 1947-48 con el Olympique de Marsella
- Copa de África del Norte en 1954 con el USCC Témouchent